# 大橋悠依
大橋悠依（1995年10月18日—）是一名日本游泳運動員，主攻混合泳，現就讀於東洋大學。身高174公分。她曾代表日本參加亞洲游泳錦標賽，獲得女子200公尺個人混合式冠軍，更於第93屆日本游泳錦標賽上奪下女子200公尺及400公尺個人混合式冠軍，並大幅更新女子400公尺個人混合式項目日本紀錄。隨後於2017年世界游泳錦標賽及2017年夏季世界大學運動會上分別獲得女子200公尺個人混合式銀牌和女子400公尺個人混合式金牌，女子200公尺個人混合式也創造日本紀錄，女子400公尺個人混合式則刷新世大運賽會紀錄。2021年7月25日，大桥悠依在2020年夏季奥林匹克运动会女子400米个人混合泳比赛获得金牌。7月28日，再奪女子200米个人混合泳比赛金牌。

## 外部連結
- 大橋悠依的X（前Twitter）
- 大橋悠依的Instagram帳戶